# Picramnia
Picramnia es un género con treinta y nueve especies de plantas  perteneciente a la familia Picramniaceae.

## Especies
| - P. acreana Ule - P. andrade-limae Pirani - P. antidesma Sw. - P. antidesmoides Griseb. - P. apetala Tul. - P. bahiensis Turcz. - P. brasiliensis Linden - P. bullata W.W.Thomas - P. campestris Rizzini & Occhioni - P. caracasana Engl. - P. ciliata Mart. - P. coccinea W.W.Thomas - P. connarioides Tul. - P. deflexa W.W.Thomas - P. dictyoneura (Urb.) Urb. & Ekman - P. dolichobotrya Diels - P. domingensis Urb. - P. elliptica Kuhlm. ex Pirani & W.W.Thomas - P. emarginata Urb. & Ekman - P. excelsa Kuhlm. ex Pirani - P. ferrea Pirani & W.W.Thomas - P. filipetala Turcz. - P. gardneri Planch. - P. glazioviana Engl. - P. gracilis Tul. - P. grandifolia Engl. - P. guerrerensis W.W.Thomas - P. guianensis (Aubl.) Jans.-Jac. - P. hirsuta W.W.Thomas - P. juniniana J.F.Macbr. - P. killipii J.F.Macbr. | - P. latifolia Tul. - P. longifolia Standl. - P. macrocarpa Urb. & Ekman - P. macrostachya Engl. - P. magnifolia J.F.Macbr. - P. martiana Engl. - P. mexicana Brandegee - P. monochlamydea Occhioni & Rizzini - P. nitida Engl. - P. nuriensis Steyerm. - P. oocarpa Engl. - P. oreadica Pirani - P. parvifolia Engl. - P. pentandra Sw., denominada en Cuba aguedita - P. peruviana Engl. - P. polyantha (Benth.) Planch. - P. ramiflora Planch. - P. regnellii Engl. - P. reticulata Griseb. - P. riedelii Regel & Rach - P. sellowii Planch. - P. sphaerocarpa Planch. - P. spruceana Engl. - P. teapensis Tul. - P. tetramera Turcz. - P. tumbesina Cornejo - P. villosa Rusby - P. warmingiana Engl. - P. xalapensis Planch. - P. zanthoxyloides Kunth |

Lista de fuentes: